# Zivil-Waisenhaus

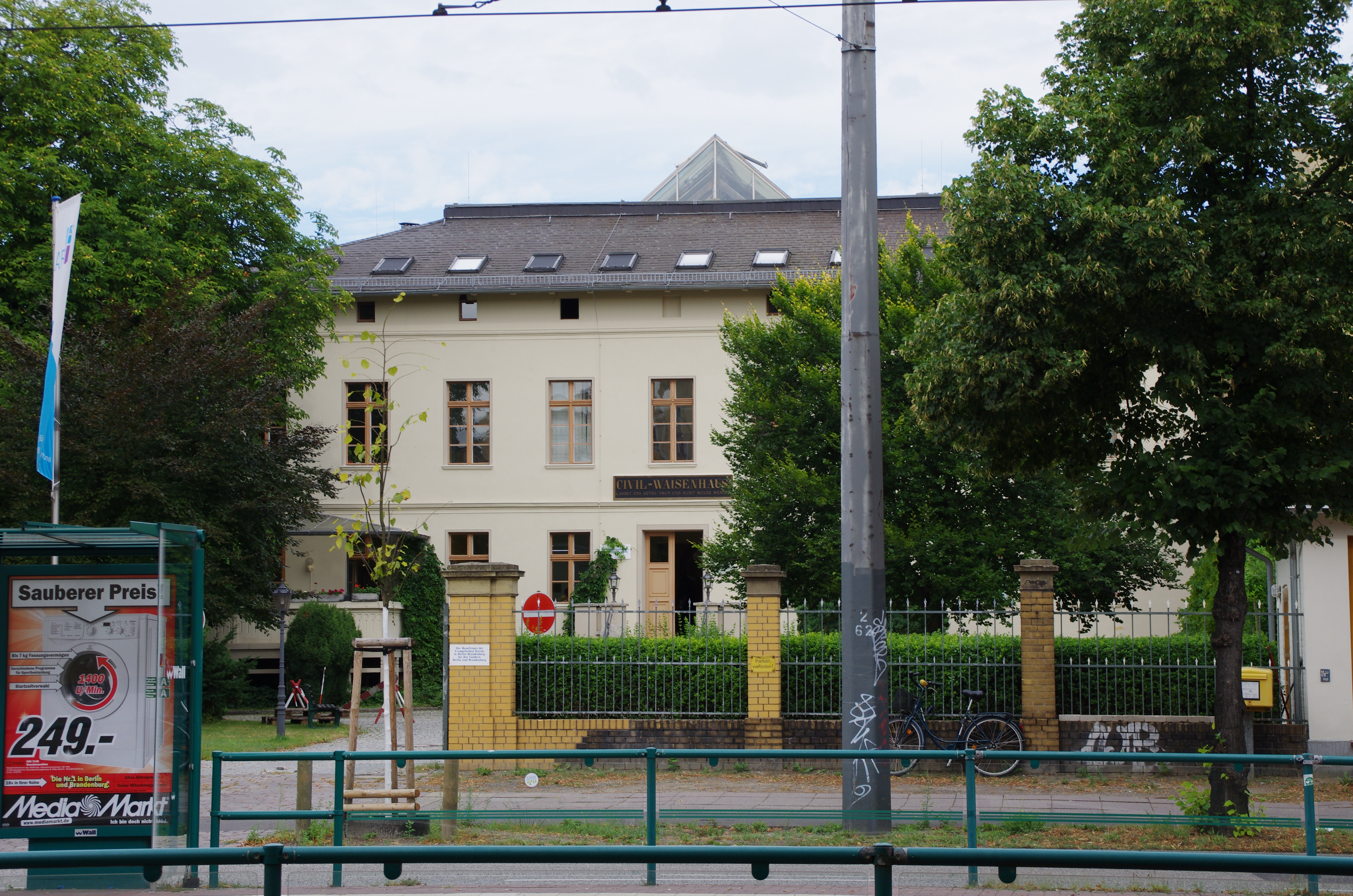
Ehemaliges Zivil-Waisenhaus, Berliner Straße 148

Das Zivil-Waisenhaus ist ein denkmalgeschütztes Gebäude im Potsdamer Stadtteil Berliner Vorstadt, Berliner Straße 148.

## Geschichte
Die von Wilhelm von Türk 1822 in Potsdam gegründete „Civilwaisenhaus-Stiftung“ hatte ihren Sitz zunächst in der damaligen Berliner Straße 4, nahe dem Berliner Tor. In dem Gebäude war zudem die Königliche Handwerksschule untergebracht. Aus Platzgründen zogen die Zöglinge des Waisenhauses 1844 in die Neue Königstraße 61, später Berliner Straße 148. Als das Haus baufällig wurde, errichtete Baumeister Carl Gerndt zwischen 1858 und 1862 ein neues Civil-Waisenhaus zur Unterbringung von bis zu 50 verwaisten Jungen, deren Väter größtenteils Staats- und Kommunalbeamte waren. Die Stiftung führte ihre Fürsorgearbeit bis zum Ende des Zweiten Weltkriegs fort und stellte sich anschließend unter die Obhut des Landesausschusses für Innere Mission (LAFIM). Zu DDR-Zeiten übernahm der Staat die Kindererziehung. Im Haus wohnten zunächst Handwerkslehrlinge und ab den 1950er Jahren kirchliche Mitarbeiter. Ab 1962 fanden Ausbildungskurse zum Fürsorger, bzw. zur Fürsorgerin statt. 1978 wurde der Stiftungsname in Evangelisches Diakoniewerk Wilhelm-von-Türk-Stiftung umgewandelt und von 1983 bis 1991 diente das Gebäude als „Ausbildungsstätte für Gemeindediakonie und Sozialarbeit“. Neben der Stiftung als Eigentümerin hat seit 1992 auch der Landesausschuss für Innere Mission (LAFIM) seinen Sitz in dem Haus.

## Architektur
Der auf nahezu quadratischem Grundriss errichtete Putzbau ist neunachsig, zweigeschossig mit Mezzanin und flachem Walmdach. Der Gebäudekomplex umgibt einen überdachten Lichthof. Die Fassade ist schlicht gehalten. Über dem südostseitigen Haupteingang mit vorgelagerter Freitreppe weist der Schriftzug „Civil-Waisenhaus“ auf die ursprüngliche Bestimmung des Hauses – in Ergänzung zum mehr als hundert Jahre älteren Militär-Waisenhaus. Die darunter stehenden Worte „Lasset uns Gutes thun und nicht muede werden“ sind dem Galaterbrief entnommen.